# Yuri Knórozov

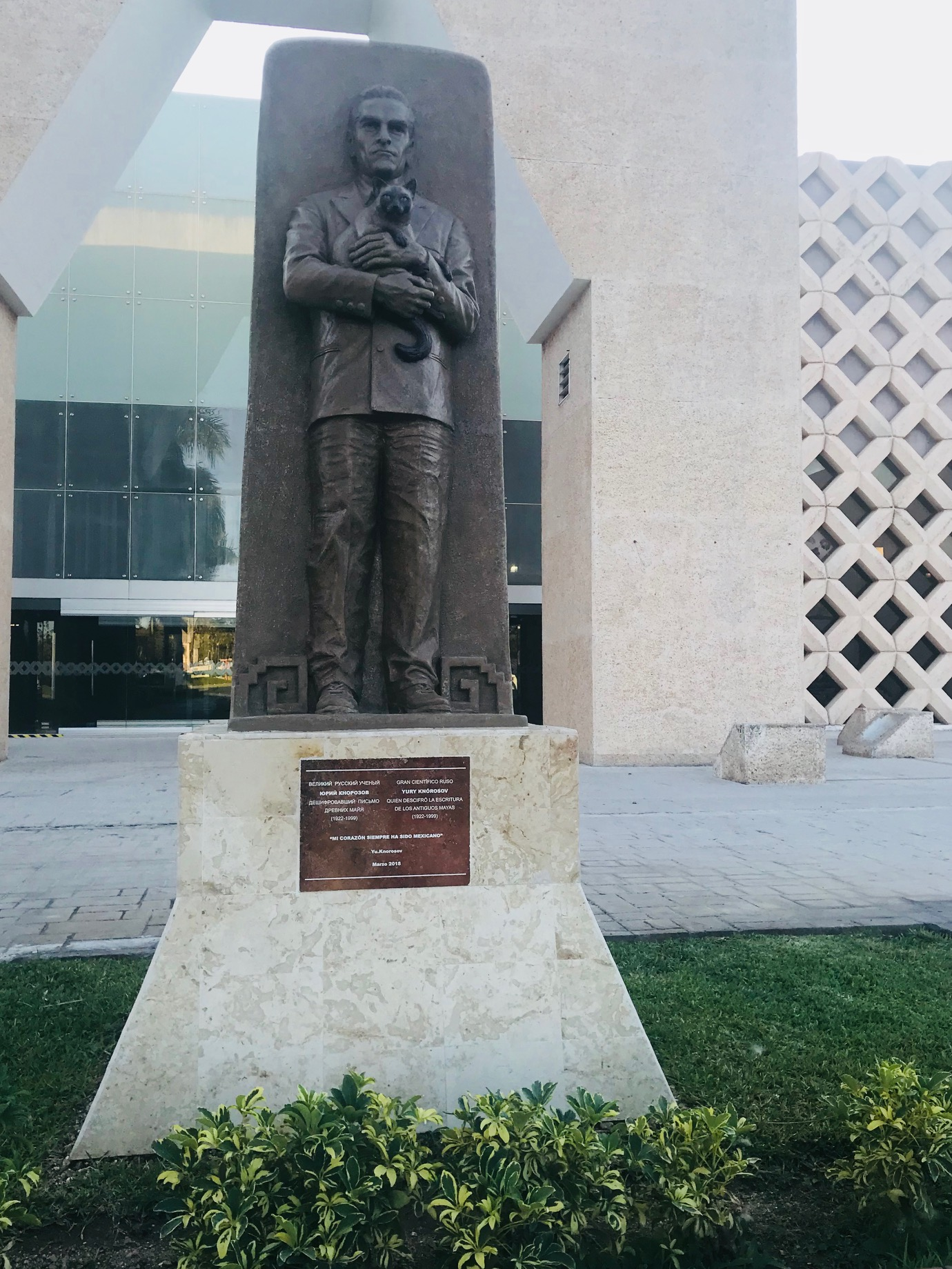
Monumento a Yuri Knórosov en Mérida, Yucatán, México ubicado en el patio de acceso al Museo del Mundo Maya. Obsequio del pueblo ucraniano al pueblo maya de Yucatán (2018).

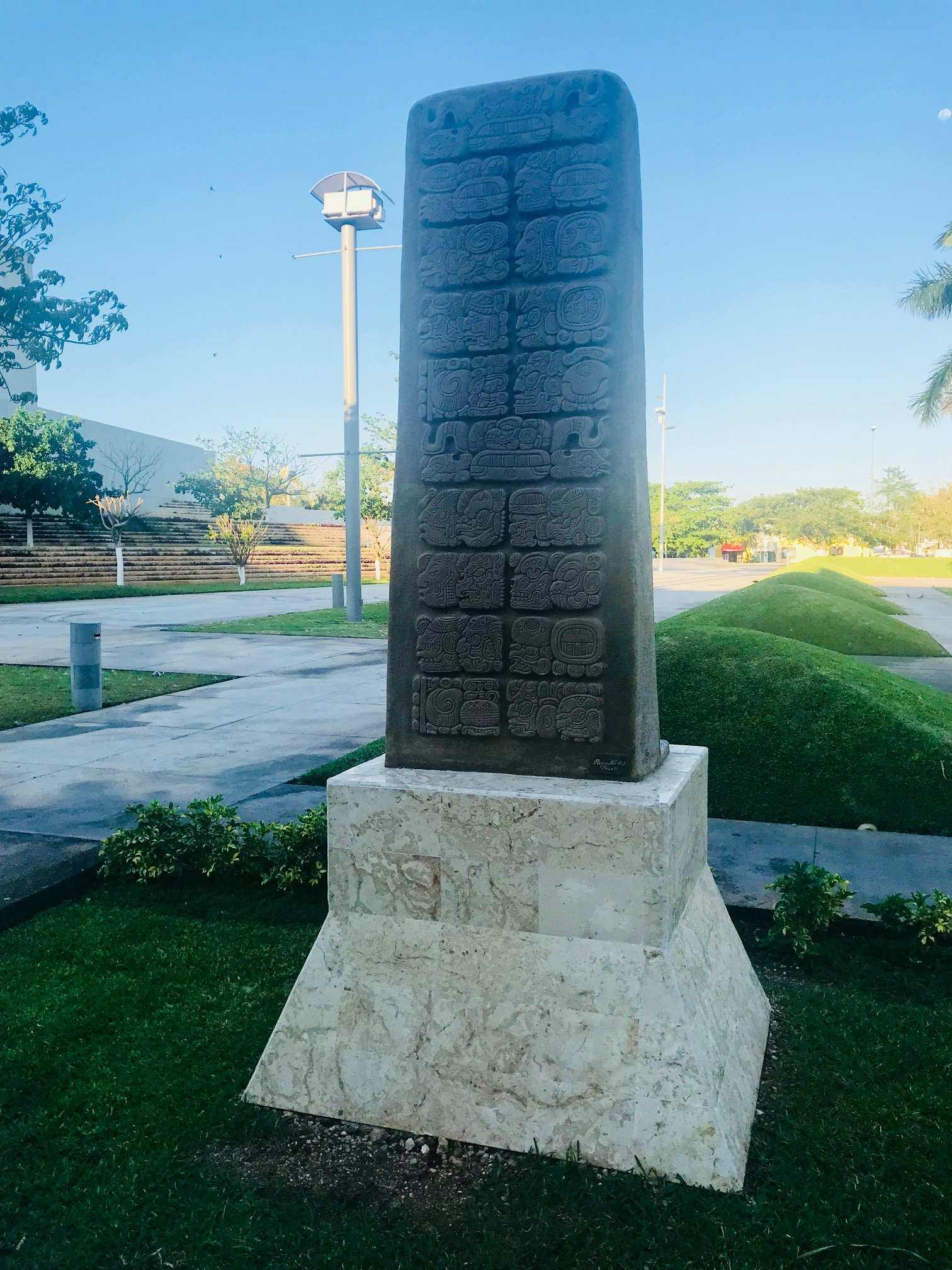
Estela maya (parte trasera) del monumento a Yuri Knórosov en Mérida, Yucatán, México (2018) con la fecha de su muerte en cuenta larga con números de cabeza correspondiente al 12 baktún, 19 katún, 6 tun, 1 uinal, 4 kin, 6 kan, G6 bolontikú y 17 kumkú

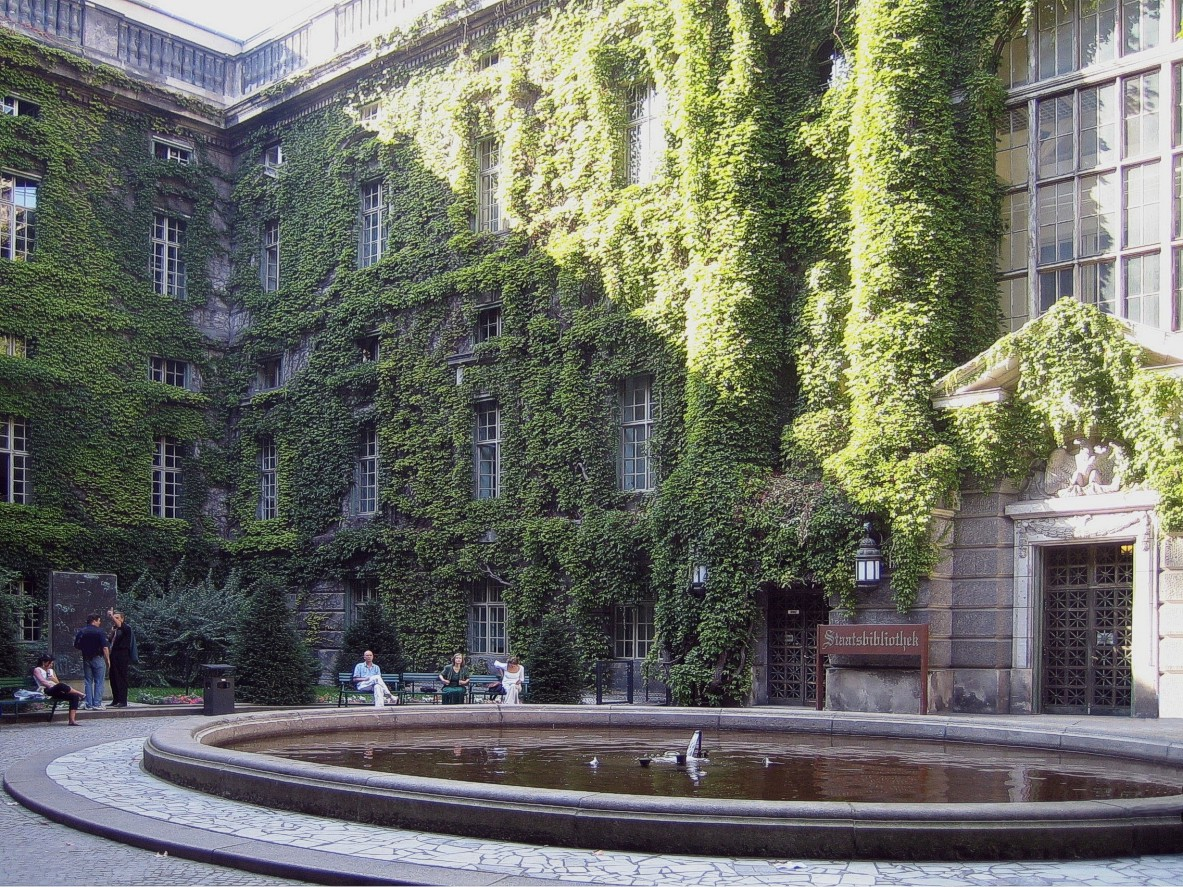
Patio interior de la Biblioteca Estatal de Berlín (2005)

Yuri Valentínovich Knórozov (también transcrito como Knórosov; en ucraniano: Юрій Валентинович Кнорозов; Yuzhni, Ucrania, 19 de noviembre de 1922-San Petersburgo, Rusia, 30 de marzo de 1999) fue un lingüista, epigrafista, etnólogo y mayista soviético y ucraniano, que tuvo un papel clave en el desciframiento del sistema de escritura de la cultura maya (véase escritura maya).

## Biografía
Yuri Knórozov procedía de una familia de intelectuales. Su padre era un ingeniero de ferrocarriles muy preocupado en desarrollar las habilidades de sus hijos, todos ellos muy brillantes, mediante una educación esmerada. Su esposa compartía esa preocupación, e incluso enseñaron a Yuri, muy inclinado a aprender idiomas, a ser ambidextro haciéndole escribir con ambas manos, a fin de que desarrollara ambos hemisferios cerebrales, según las teorías de Vladímir Béjterev. 
De forma autodidacta, el joven superdotado aprendió el chino, el griego y el árabe y en 1939 ingresó en la Facultad de Historia de la Universidad de Járkiv. Luego de estallar la Segunda Guerra Mundial, en octubre de 1941, Járkiv fue ocupada por las tropas nazis; pero en 1943 Knórozov logró trasladarse a Moscú para continuar sus estudios en la Facultad de Historia de la Universidad Estatal Lomonósov de Moscú, a la que ya había sido admitido en 1940. Poco tiempo después fue soldado en una de las unidades del cuerpo de artillería de las fuerzas armadas soviéticas.
Interrumpidos sus estudios con el estallido de la Segunda Guerra Mundial y destacado en el Frente Oriental, estuvo combatiendo de 1943 a 1945. Y ya a finales de la guerra, en mayo de este último año, Knórozov y su unidad apoyaron la avanzada del Ejército Rojo hacia Berlín. Fue allí, después de la batalla de Berlín (y no durante la misma, aunque eso se discute) cuando Yuri tuvo la oportunidad de encontrar, por casualidad, en una de varias cajas de libros salvados del incendio de la que sería Biblioteca Nacional, un par de títulos que enfocaron su interés en el desciframiento de la escritura maya. En los relatos posteriores, los detalles de ese episodio han adquirido un toque folklórico, como "...una de las más grandes leyendas en la historia de las investigaciones sobre los mayas". La anécdota se ha reproducido ya muchas veces, sobre todo a partir de la publicación de Breaking the Maya Code [El desciframiento del código maya], de Michael D. Coe.
Según esta versión, cuando se encontraba en plena batalla de Berlín, Knórozov llegó a la Biblioteca Nacional cuando esta estaba en llamas y logró salvar un par de libros de la biblioteca que le interesaban a causa de sus estudios históricos y lingüísticos. Uno resultó ser una edición rara: Códices mayas, obra de José Antonio Villacorta Calderón y Carlos A. Villacorta (que se encargó de dibujar y grabar los glifos), publicado en 1930 en la ciudad de Guatemala que contenía reproducciones de los tres códices mayas conocidos hasta entonces: el Códice Dresde, el Códice Madrid y el Códice de París. Estos códices precolombinos plegables que sobrevivieron contienen una mezcla de datos astronómicos, calendáricos y rituales, y están ilustrados con descripciones de deidades, de animales y de otras escenas. El dato crucial es que muchas de las ilustraciones aparecen acompañadas de leyendas en escritura maya, que serían las bases para que Knórozov y otros comenzaran a determinar los valores fonéticos representados en los glifos. Se dice que Knórozov llevó este libro consigo a Moscú al terminar la guerra, y el análisis que llevó a cabo se convertiría en el fundamento de sus posteriores investigaciones de vanguardia acerca de la escritura maya.
El segundo libro fue una edición en francés, por parte de Charles Étienne Brasseur de Bourbourg, de la Relación de las cosas de Yucatán de fray Diego de Landa, el primero en intentar descifrar la escritura maya Por fin, Yuri Knórozov pudo graduarse en etnografía por la Universidad Estatal de Moscú, en 1948; más tarde, en 1955, defendió su tesis Informe sobre asuntos en Yucatán de Diego de Landa como fuente histórica y etnográfica, por la que obtuvo el grado de Doctor en Ciencias Históricas. Ya se había especializado en lingüística, ciencia relativamente nueva por entonces y escasa en enseñanza universitaria, además de en escrituras no alfabéticas.
En una ocasión, Knórozov afirmó:

No hay escrituras indescifrables, cualquier sistema de escritura producida por el hombre puede ser leído por el hombre.

Cuando su maestro Serguéi Aleksándrovich Tókarev le preguntó si podía probarlo, Knórozov no dudó en responder de forma afirmativa. En ese entonces, comenzó a interesarse en los glifos de los antiguos mayas, muy pocos de los cuales podían ser comprendidos, y sus investigaciones del tema le hicieron merecedor del doctorado en ciencias históricas en 1955. Durante muchos años, fue miembro con categoría sénior del Instituto Etnográfico de la Academia de Ciencias de la URSS en Leningrado (hoy, San Petersburgo).
Knórozov describió sus grandes aportes en el campo del desciframiento en el artículo titulado Древняя письменность Центральной Америки (Drévniaia Písmennost Tsentrálnoi Amériki, La escritura antigua de América Central), publicado en la revista soviética Soviétskaya Etnografía ("Etnografía Soviética"), en 1952. En él, aseguraba que los intentos anteriores, entre ellos el de Landa, había fracasado porque intentaban reducir los jeroglíficos a un alfabeto más o menos fonético, cuando en realidad los glifos escritos por los antiguos mayas formaban un sistema mixto y consistían tanto en logogramas (signos usados para representar una palabra completa) como en fonogramas (signos fonéticos), en los cuales cada glifo representa una combinación consonante-vocal (cv), es decir, una sílaba. Aplicando novedosos métodos matemático-estadísticos al desciframiento de lenguas escritas, Knórozov contó y clasificó 355 signos silábicos, y supuso correctamente que una palabra maya formada por una combinación consonante-vocal-consonante (cvc) aparecía escrita con dos glifos y quedaba sin pronunciar la vocal del segundo glifo (el principio de sinarmonía). Así, por ejemplo, los glifos para tzu y lu se pronunciaban tzul, que es la palabra maya para caballero. Con este método, Knórozov fue capaz de descifrar un gran número de símbolos mayas que hasta entonces eran incomprensibles.
A esta admirable deducción lógica se opuso Eric S. Thompson, el mayista más respetado de esa época. El propio Knórozov reconoció que algunos de sus desciframientos habían sido ya realizados por Cyrus Thomas en el siglo XIX; pero Thompson, un aguerrido anticomunista, calificó su trabajo de propaganda comunista y de falacia científica. La opinión de Thompson, equivocada, prevalecería hasta su muerte en 1975, obstaculizando muchos decenios el desciframiento de la escritura, hasta que fue rechazada oficialmente por sus seguidores (mayoría, en la comunidad científica de mayistas) en la conferencia sobre el fonetismo en la escritura jeroglífica maya que tuvo lugar en Albany. Solamente David H. Kelley y Michael D. Coe aceptaron que el método de Knórozov podría ser correcto. Finalmente, los epigrafistas Linda Schele, David H. Kelleyy, Peter Mathews, Merle Greene y Floyd Lounsbury decidieron aplicar el método fonético propuesto por Knórozov, y así lograron descifrar la historia de la dinastía que gobernó la ciudad maya de Palenque.
Knórozov pudo visitar por primera ocasión las tierras mayas en 1991, viajando a Guatemala en compañía de la doctora Galina Yershova y de su esposo, el historiador Guillermo Ovando, donde recibió la Orden del Quetzal; pero tuvieron que abandonar el país tras ser amenazados de muerte. En 1994 visitó el sureste de México. En México, en 1995, recibió la Orden del Águila Azteca y participó en el III Congreso Internacional de Mayistas, celebrado en Chetumal. Es más, recibió un homenaje por parte del Congreso Estatal de Quintana Roo. Junto con Yershova, criticó el trabajo de los epigrafistas estadounidenses, pues consideró que estaban realizando más interpretaciones que lecturas de los glifos.
Falleció el 30 de marzo de 1999, a consecuencia de un derrame cerebral y una neumonía, provocada por permanecer en una camilla en el pasillo helado de un hospital en San Petersburgo, y fue sepultado el 4 de abril. Nueve días más tarde, la doctora Yeroshva le organizó un homenaje con sus colegas de la universidad.

## Obras
Knórozov publicó su trabajo más importante sobre la escritura maya en el artículo Письменность индейцев-майя (Písmennost Indéitsev Maiya, La escritura de los indígenas mayas), en 1963. Sus hipótesis de desciframiento fonético rápidamente se divulgaron con gran aceptación en la década de 1970, y posibilitaron la lectura de buena parte de las inscripciones de los antiguos mayas. Knórozov tomó en consideración los manuscritos del siglo XVI, llamados Relación de las cosas de Yucatán, de fray Diego de Landa, como una sólida base sobre la cual realizó sus deducciones.
Durante la década de 1990, con la colaboración de la doctora Galina Yershova, preparó un diccionario de glifos mayas-idioma español que contiene mil treinta y cinco entradas. La obra fue presentada en Xcaret en el año 2000, poco después de su muerte. Se tituló Compendio Xcaret de la escritura jeroglífica maya descifrada por Yuri Knórozov y se editó en tres tomos. El primer tomo corresponde al diccionario con los glifos dibujados por él mismo, el segundo tomo contiene una reproducción de los códices mayas (Dresde, París y Madrid) y el tercer tomo contiene la transcripción, transliteración y traducción al idioma español de los tres códices.

## Premios y reconocimientos
- Orden del Quetzal recibida en Guatemala, en 1991.
- Orden Mexicana del Águila Azteca recibida en la embajada de México en Moscú, en 1994.[18]
- Homenaje del Congreso Estatal de Quintana Roo, en 1995.